# 뮤지컬 스타
《뮤지컬 스타》는 SBS Plus, SBS E!TV에서 2011년에 모집을 시작해 2012년에 방송되도록 제작되었던 TV 프로그램이다. 우승자는 2012년 공연 예정인 국내 대형 뮤지컬 기획사의 메이저 뮤지컬 주연급으로 발탁되고, 미국 브로드웨이 연수 기회를 제공하며, 4년간 대학등록금에 준하는 장학금이 지급된다.